# Alice Sampaio

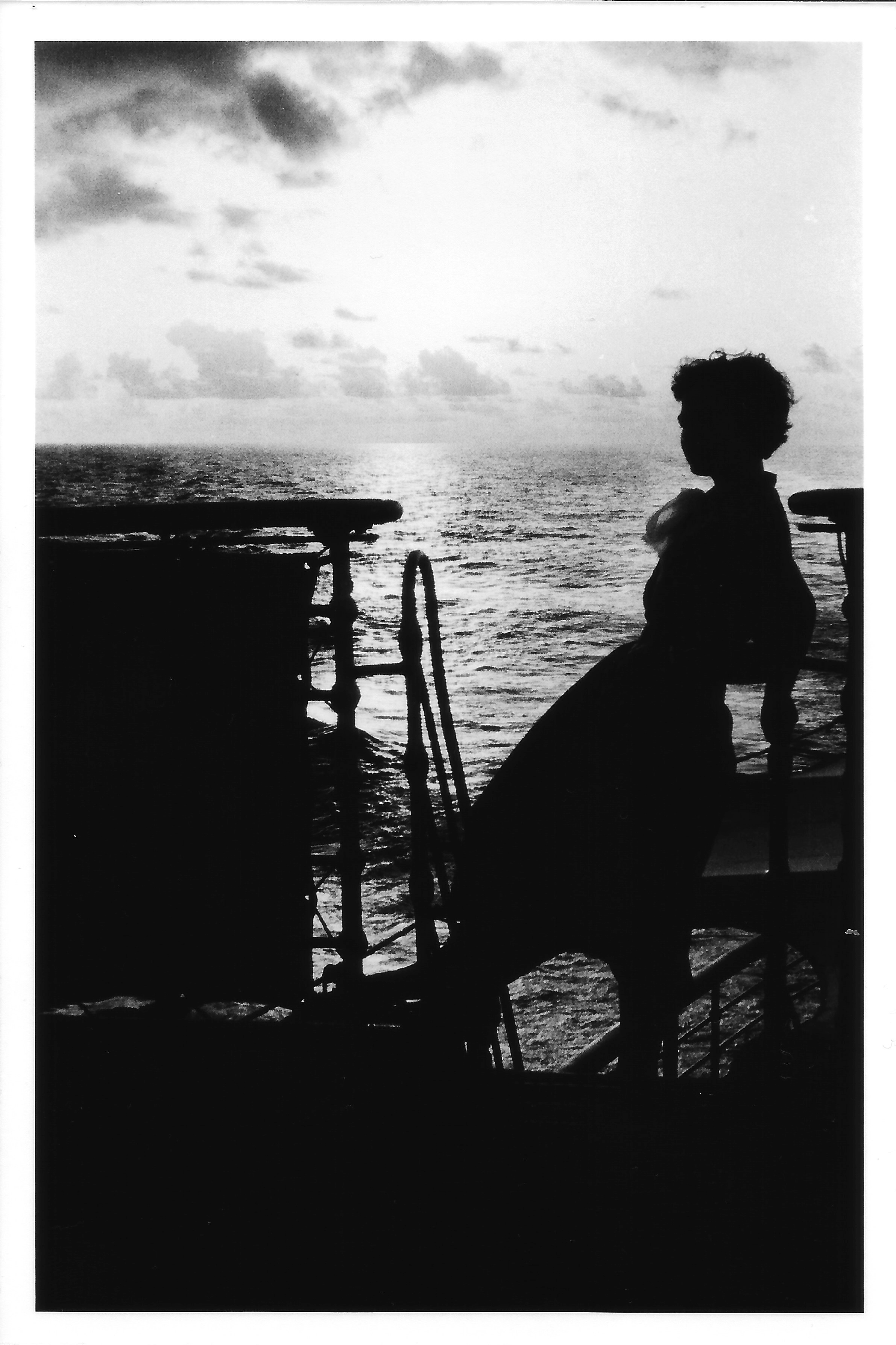
Alice Sampaio, cerca de 1951

Alice Sampaio (Mido, 18 de março de 1927 - Lisboa, 14 de maio de 1983) foi uma escritora portuguesa.
Nasceu em Mido, no distrito da Guarda, filha primogénita de Francisco de Almeida Sampaio e de Maria Cândida Gonzalez Sampaio. Depois de concluída a escola primária na aldeia e o liceu na cidade da Guarda, decidiu, com o apoio sobretudo da mãe, prosseguir os estudos na universidade. Embora tivesse querido seguir Medicina, acabou por escolher estudar Farmácia na Universidade de Coimbra, curso que concluiu já depois de casada, na Faculdade de Farmácia da Universidade do Porto.
Casou em 1951 com Guido dos Santos Rodrigues e, pouco tempo depois do casamento, foi viver para Angola. Foi na então cidade de Nova Lisboa, hoje Huambo, que nasceram os seus quatro filhos. Regressou a Lisboa em 1959 e foi neste período que começou a publicar a sua obra, tendo também trabalhado como farmacêutica, tradutora e, mais tarde, como professora. 

## Obras
- 1961 — A Cidade Sem Espaço[7][8][9], Livraria Bertrand, republicado na coleção Autores Universais
- 1963 — O Aquário[10][11][12], Livraria Bertrand
- 1967 — O Dom de Estar Vivo (2 vols.), Editora Arcádia (recensão de José Saramago[13][14], na revista Seara Nova[15])
- 1968 — D. Leonor, Rainha Maravilhosamente[16][17][18], Dilsar (prefácio de Jorge Listopad, levada à cena no Teatro Nacional de São Luiz, em 1979, com encenação de Norberto Barroca[19] e Lia Gama no principal papel)
- 1969 — A Rua da Ronda[20], edição de autor
- 1977 — Penélope (vol.1)[21], edição de autor
- 2023 — Penelope (vol. I e II), UmColetivo e Edições Tigre de Papel

## Outros trabalhos publicados
Prefácio de Os Melhores Contos Japoneses, Arcádia, 1967
Traduções:
- A burocracia, de Edgar Morin et al., Socicultur, 1976 (em colab.)
- Política Sexual, de Kate Millet, Publicações Dom Quixote, 1974 (em colab.)
- Sociedades animais, sociedade humana, de Paul Chauchard, Publicações Europa-América, 1974
- O acaso e a necessidade: ensaio sobre a filosofia natural da biologia moderna[24], de Jacques Monod, Publicações Europa-América, 1970
- O primeiro homem, de Jules Carles, Publicações Europa-América, 1970

## Citações
- ROMANA, José Manuel Trigo Mota da - Antologia de escritores da Guarda : século XII a XX. Guarda, Câmara Municipal da Guarda, 2003. 406 p. - ISBN 972-8813-16-3
- GALLUT-FRIZEAU, Anne, "Libre essai d’interprétation de deux romans fantastiques: O Aquário d'Alice Sampaio et A Torre de Barbela de Ruben A.", Le roman portugais contemporain, Actes de colloque, Centre Culturel Portugais Calouste Gulbenkian, 1984
- LISTOPAD, Jorge, Diário de Lisboa, 1982
- GOMES, Jesué Pinharanda, Dicionário de escritores do Distrito da Guarda. Guarda, 1969. 124 p.